# Сталворт, Рон
Рон Сталворт (англ. Ron Stallworth, род. 18 июня 1953, Чикаго, Иллинойс) — американский офицер полиции в отставке, проникший в ряды Ку-клукс-клана в Колорадо-Спрингс, штат Колорадо, в конце 1970-х годов. Он был первым афро-американским полицейским и детективом в полицейском управлении Колорадо-Спрингс. Фильм Чёрный клановец 2018 года основан на его жизни и ранней карьере.

## Юность
Сталворт родился в Чикаго, вырос в Эль-Пасо, штат Техас, после того, как его мать переехала туда.
Сталворт окончил среднюю школу в Остине в 1971 году, где он был чирлидером, членом студенческого совета и членом окружного консультативного совета; за него также проголосовали «самые популярные».
Летом 1972 года его семья переехала в Колорадо-Спрингс, штат Колорадо, где он впервые заинтересовался карьерой в правоохранительных органах.

## Ранняя полицейская карьера
В ноябре 1972 года Сталворт поступил в отделение в качестве курсанта и первоначально был назначен на работу в Бюро по идентификации и учёту. Он быстро проявил интерес к полицейской работе под прикрытием, которую успешно продолжил после того, как был официально приведён к присяге в качестве офицера в июне 1974 года. После 10 месяцев патрульной службы ему было предложено тайное задание наблюдать, внедрившись, за собранием в местном клубе, куда был приглашён выступить радикальный афроамериканский активист Стокли Кармайкл (Кваме Туре). Сталворт выполнил задание и впоследствии был переведён в отдел разведки департамента.

## Внедрение в Ку-клукс-клан
В 1979 году Сталворт заметил в местной газете объявление о поиске членов в местную организацию Ку-клукс-клана в Колорадо-Спрингс. Сталворт позвонил по указанному номеру телефона и назвался белым человеком, который «ненавидит чёрных, евреев, мексиканцев, азиатов». Во время разговора он узнал, что человек, основавший новое отделение клана, был солдатом в соседнем форте Карсон. Сталворт договорился встретиться с этим человеком в местном баре и послал вместо себя белого офицера из отдела по борьбе с наркотиками, который вёл запись разговоров, чтобы потом заменить его на собрании.
Подлог был успешным, и Сталворт продолжал выдавать себя за члена Ку-клукс-клана в течение следующих девяти месяцев, обычно разговаривая по телефону с другими членами и посылая белого офицера вместо себя, когда были необходимы личные встречи. В какой-то момент Сталворт позвонил Дэвиду Дьюку, который в то время был главой Ку-клукс-клана, в штаб-квартиру в Новом Орлеане, чтобы узнать о статусе своей заявки на членство. Дьюк просмотрел документы, извинился за задержку и пообещал лично проследить, чтобы заявление Сталворта было обработано и отправлено ему обратно. Вскоре по почте пришло свидетельство о членстве Сталворта в Клане, подписанное Дьюком. Сталворт вставил его в рамку и повесил на стену своего кабинета, где оно оставалось много лет.

## После выхода на пенсию
После того, как расследование клана было прекращено, Сталворт держал его в секрете и никому не рассказал о своей роли в нём. Он перешёл в Департамент общественной безопасности штата Юта, где проработал следователем почти 20 лет и вышел на пенсию в 2005 году.
В январе 2006 года он дал интервью Deseret News в Солт-Лейк-Сити, в котором рассказал обо всех деталях своего проникновения и расследования в Kу-клукс-клане. Он сообщил, что в ходе расследования было выявлено несколько членов клана, которые были активными членами вооружённых сил США, в том числе двое в NORAD — они контролировали запуск ядерных ракет. Пара была переведена; Сталворту сказали, что их отправили «куда-то, вроде Северного полюса или Гренландии».
В 2014 году Сталворт опубликовал книгу «Чёрный член клана» о своём опыте расследования. В качестве исходного материала он использовал журнал, который он вёл во время выполнения задания и сохранил для себя после его завершения.
Книга была доставлена в QC Entertainment продюсером Шоном Редиком для создания фильма на её основе; Спайк Ли подключился в качестве как сопродюсера и режиссёра. В конце концов фильм получил название BlacKkKlansman (в русском переводе «Чёрный клановец»). Фильм дебютировал на Каннском кинофестивале 14 мая 2018 года, где получил Гран-при. Он был выпущен 10 августа 2018 года с Джоном Дэвидом Вашингтоном в роли Сталворта.
В 2018 году, после успеха книги и фильма, ассоциация выпускников Остинской средней школы назвала Сталворта «Выдающимся бывшим».